# Mic Drop
„MIC Drop” – koreański singel południowokoreańskiej grupy BTS, wydany cyfrowo 18 września 2017 roku. Utwór promował minialbum Love Yourself: Her. Sprzedał się w nakładzie 337 136 egzemplarzy w Korei Południowej. Piosenkę zremiksował amerykański DJ Steve Aoki, z raperem Desiigner. 5 grudnia 2017 roku został wydany jako singel CHR, do utworu został wydany teledysk. Remiks zdobył platynowy certyfikat RIAA za sprzedaż ponad miliona egzemplarzy.
Japońska wersja tego utworu pojawiła się na singlu „MIC Drop/DNA/Crystal Snow” 6 grudnia 2017 roku. Tego samego dnia ukazał się teledysk do japońskiej wersji piosenki.

## Lista utworów
Singel koreański
| Nr | Tytuł      | Słowa i kompozycja                                   | Produkcja          | Czas |
| -- | ---------- | ---------------------------------------------------- | ------------------ | ---- |
| 1. | "MIC Drop" | PDOGG, Supreme Boi, HITMAN BANG, J-Hope, Rap Monster | PDOGG, Supreme Boi | 3:57 |

## Notowania
Wersja oryginalna
| Lista                         | Najwyższa pozycja |
| ----------------------------- | ----------------- |
| Gaon Weekly Digital Chart     | 17                |
| Gaon Weekly Download Chart    | 14                |
| Philippine Hot 100 (Filipiny) | 13                |
| US World Digital Chart        | 7                 |

MIC Drop Remix
| Lista                                    | Najwyższa pozycja |
| ---------------------------------------- | ----------------- |
| Top 50 Singles (Australia)               | 50                |
| Ö3 Austria Top 40 (Austria)              | 46                |
| Billboard Canadian Hot 100 (Kanada)      | 47                |
| SNEP (Francja)                           | 33                |
| GfK Entertainment (Niemcy)               | 71                |
| Single (track) Top 40 lista (Węgry)      | 7                 |
| IRMA (Irlandia)                          | 98                |
| Heatseeker Singles (RMNZ, Nowa Zelandia) | 1                 |
| OCC (Szkocja)                            | 26                |
| Gaon Weekly Digital Chart                | 39                |
| Promusicae                               | 15                |
| Sverigetopplistan (Sweden Heatseeker)    | 8                 |
| Schweizer Hitparade (Szwajcaria)         | 76                |
| OCC (UK)                                 | 8                 |
| US Billboard Hot 100                     | 28                |
| US World Digital Chart                   | 1                 |

Wersja japońska
| Lista         | Najwyższa pozycja |
| ------------- | ----------------- |
| Japan Hot 100 | 1                 |